# Mo Johnston
Mo Johnston (Glasgow, Escocia; 13 de abril de 1963) es un exfutbolista y entrenador escocés que jugaba en la posición de delantero.

## Carrera

### Club
Inicío su carrera con el Partick Thistle FC en 1981, equipo con el que anotó 41 goles en 85 partidos en cuatro temporadas para luego viajar a Inglaterra para unirse al Watford FC, con el que anotó 23 goles en 38 partidos en la única temporada con el club, donde alcanzó la final de la Copa de Inglaterra en 1984, la cual perdieron ante el Everton FC por 0-2.
En 1984 regresa a Escocia y juega para el Celtic FC con el que anotó 52 goles en 99 partidos en tres temporadas con el club con el que salió campeón de liga en la temporada 1985/86 y campeón de la Copa de Escocia en 1984/85. En 1987 viaja a Francia para unirse al FC Nantes con el que anotó 22 goles en 66 partidos, retornando a Escocia en 1989 para jugar con el Rangers FC, donde anotó 31 goles en 76 partidos y fue dos veces campeón de liga y finalista de la Copa de la Liga de Escocia en 1989/90 donde perdió ante el Aberdeen FC, contradiciendo las creencias del club ya que al ser católico no podía jugar con Rangers, siendo la mayor contratación de un católico del Rangers, por lo que fue llamado Judas por los aficionados del Celtic FC, donde incluso anotó un gol en el Old Firm.
Regresaría a Inglaterra para jugar con el Everton FC donde anotó 10 goles en 34 partidos en dos temporadas con el club, para que en 1993 regresara a Escocia y jugara con el Heart of Midlothian FC, equipo con el que anotó cinco goles en 35 partidos hasta 1995, cuando firma con el Falkirk FC y anotó seis goles en 41 partidos en la única temporada en la que estuvo en el club.
En 1996 viaja a Estados Unidos y firma con el Kansas City Wizards de la MLS, equipo con el que anotó 31 goles en 1949 partidos y ganó la MLS Supporters' Shield, la Conferencia Oeste y la MLS Cup en 2000, retirándose en 2001.

### Selección nacional
Jugó para Escocia de 1984 a 1992 en 38 partidos y anotó 14 goles, uno de ellos en la victoria por 2-1 ante Suecia en la Copa Mundial de Fútbol de 1990, aunque también se esperaba que estuviera en el mundial de México 1986 pero luego de la muerte de Jock Stein antes del repechaje ante Australia, donde tuvo problemas con el cuerpo técnico y su campañero Frank McAvennie luego de tomar licor con un grupo de mujeres en el bar del hotel donde estaba hospedado el equipo.
También estuvo en la clasificación para la Eurocopa 1992 pero sale lesionado en el partido ante Suiza y se retira de la selección nacional.

### Entrenador
Luego de retirarse en 2001, dos años después se convierte en asistente de Bob Bradley en el MetroStars hasta 2005 cuando asume la dirección técnica del club de manera interina tras el despido de Bradley, asumiendo el puesto de tiempo completo y alcanzando los playoffs cuando el equipo pasa a llamarse New York Red Bulls en 2006.
En 2007 pasa a dirigir al Toronto FC, pero en 2008 pasa a ser el director de fútbol del club, donde contrató a nueve jugadres hasta que fue despedido en 2010.

## Logros
Celtic
- Scottish Premier Division (1): 1985–86
- Copa de Escocia (1): 1984–85

Rangers
- Scottish Premier Division (2): 1989–90, 1990–91

Kansas City Wizards
- MLS Cup (1): 2000
- Western Conference (MLS) (1): 2000
- MLS Supporters' Shield (1): 2000